# Zakroczym
Zakroczym is een stad in het Poolse woiwodschap Mazovië, gelegen in de powiat Nowodworski. De oppervlakte bedraagt 19,51 km², het inwonertal 3395 (2005).